# Alexandre Darracq

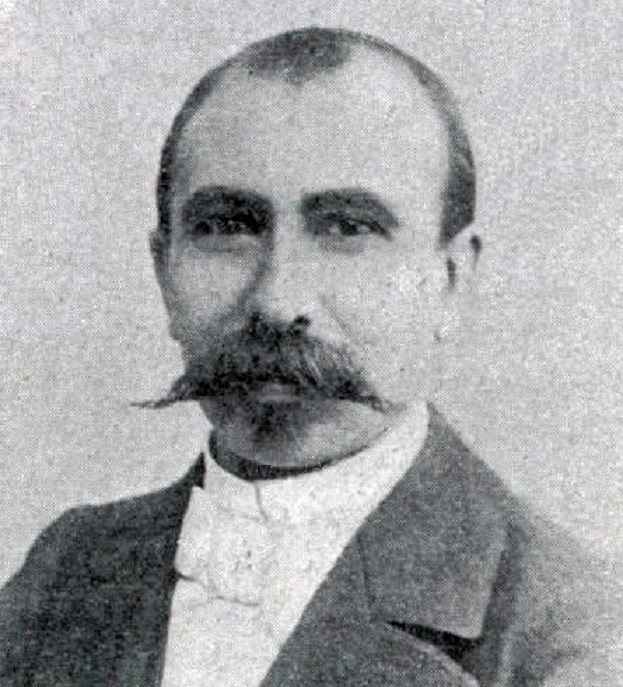
Alexandre Darracq in 1900.

Pierre Alexandre Darraq (Bordeaux, 10 november 1855 – Monte Carlo, 2 november 1931) was een Franse autobouwer.

## Biografie
Alexandre Darracq werd geboren in Bordeaux uit Baskische ouders. Hij begon het fietsmerk Gladiator in 1891. In 1896 verkocht hij zijn succesvol bedrijf voor een flinke som geld.
Hij ging daarna elektrische auto's bouwen en nam een aandeel in Millet motorfietsen. Hij was een pionier op het gebied van de geperst stalen chassis' en het gebruik van machines in plaats van manuele arbeid.
Hoewel Darracq auto's bouwde, hield hij niet van autorijden of gereden worden. Hij was actief in de autobouw voor het geld en omwille van zijn interesse in het fabricageproces.
Toen in 1904 de Franse markt voor 10% in handen was van Darracq, begon hij aan autoracen, waaronder Grand Prix', de Vanderbilt Cup en het wereldsnelheidsrecord op land. Hij wist hiermee het imago dusdanig te verbeteren dat hij fabrieken in Groot-Brittannië, Ierland, Spanje en Italië (SAID, later bekend als Alfa Romeo) kon opzetten en licentieovereenkomsten kon afsluiten, zoals met Adam Opel.
In 1912 verkocht Darracq de autofabrieken aan een Brits concern. Vervolgens nam hij een casino over in Deauville. Na de Eerste Wereldoorlog ging hij met pensioen, waar hij zijn geld investeerde in Hotel Negresco in Nice. Hij stierf in 1931 in Monaco en werd bijgezet in het graf van zijn vrouw Louise (1850-1920), op de begraafplaats Père-Lachaise in Parijs.

## Automodellen

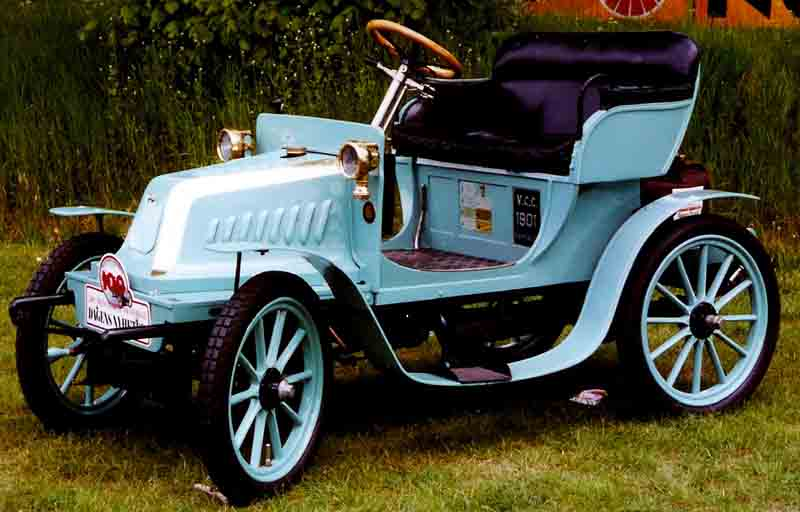
Darracq 6,5 CV (1901)
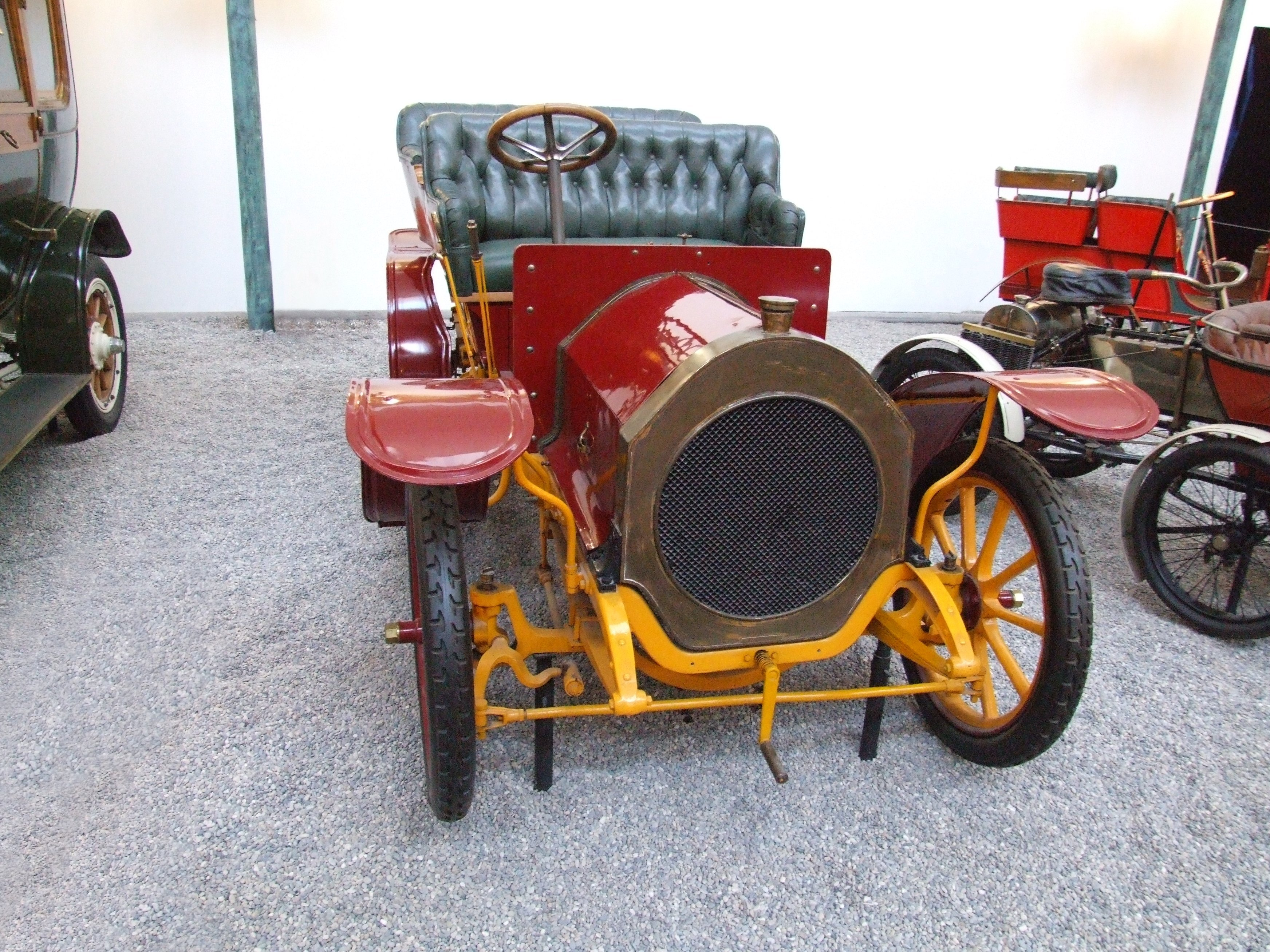
Gladiator Double Phaeton, tweecilinder, 2423 cc, 12 pk, 45 km/h (1907)
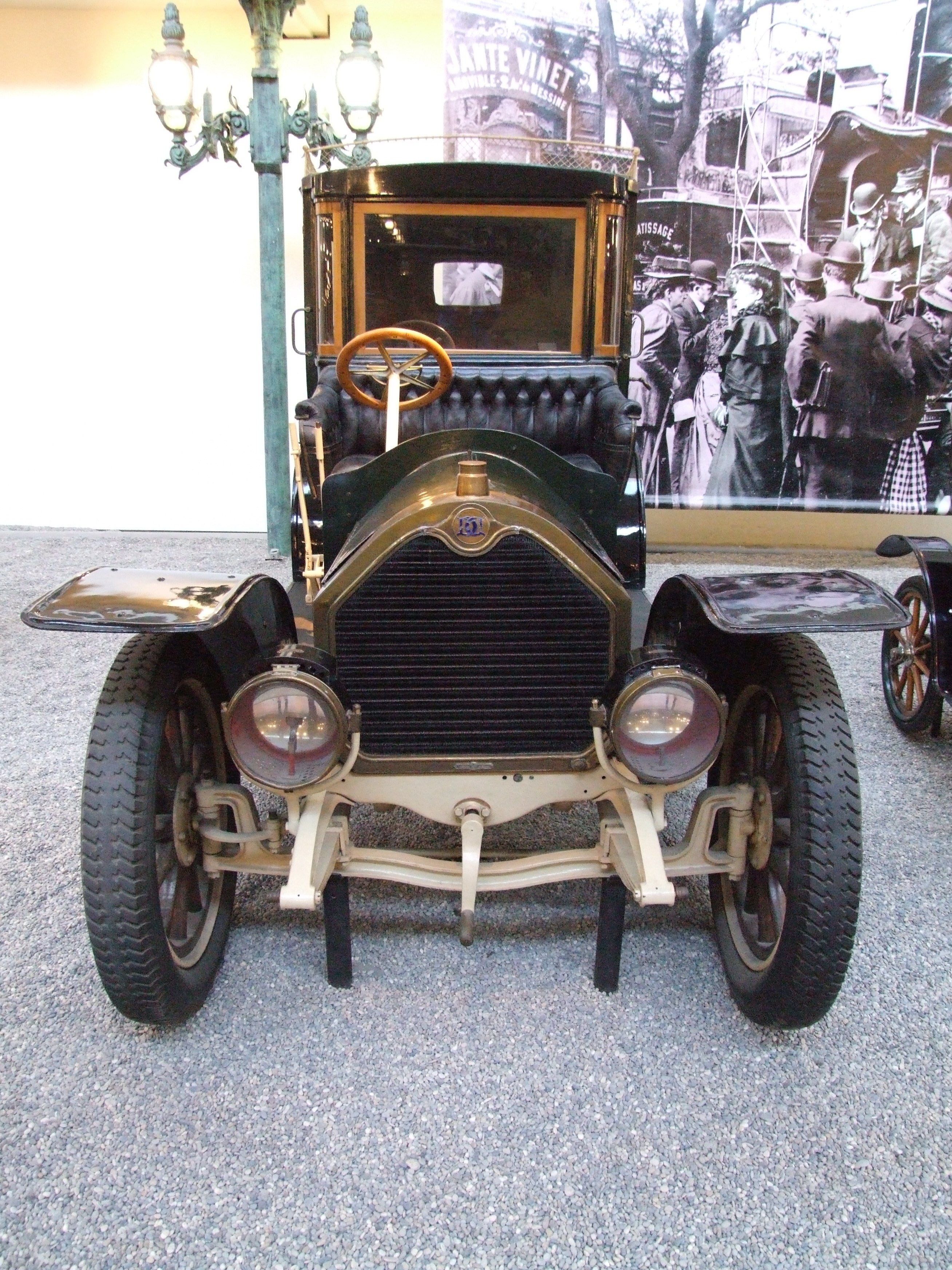
Darracq Coupé Chaffeur SS 20/28, viercilinder, 4728 cc, 28,5 pk, 70 km/h (1907)